# Raffaella Bergé
Raffaella Bergé, pseudonimo di Raffaella Bigonzi (Roma, 23 settembre 1969), è un'attrice e personaggio televisivo italiano.

## Biografia
Nel 1987 inizia la sua carriera artistica con il film francese Djamal et Juliette, regia di Carlo Cotti, con Kristin Scott Thomas. Nella stagione 1990-1991 partecipa, come cantante e ballerina del gruppo Le Strangers, al programma Domenica in, condotto da Gigi Sabani. Grazie al successo riscosso, nella stagione successiva viene richiamata come primadonna. Dopo un periodo di allontanamento dagli schermi televisivi, nel 1999 interpreta il ruolo di Paola Manetti nella soap opera di Canale 5, Vivere; inoltre, dallo stesso anno fino al 2001 è la conduttrice dei collegamenti esterni nel programma di Rai 1 Sette per uno, condotto da Gigi Sabani, regia di Jocelyn.
Nel 2001 arriva la definitiva popolarità con il ruolo, interpretato fino al 2004 e ripreso dal 2007 al 2008, della seducente e combattiva Marina Kröger nella soap opera CentoVetrine. Successivamente è nel cast di varie fiction tv  di successo, tra cui: nel 2004 nella miniserie Il capitano, regia di Vittorio Sindoni, nel 2005 nella serie Gente di mare, e nelle miniserie Provaci ancora prof! e Ricomincio da me, dirette da Rossella Izzo. Nel 2001, oltre ad esordire in Centovetrine, è nel cast del film Ravanello pallido, regia di Gianni Costantino. Nel 2005 partecipa a Natale a Miami, diretto da Neri Parenti, ed è tra i protagonisti del film Dalla parte giusta, regia di Roberto Leoni. L'anno successivo è tra i concorrenti del reality show condotto da Barbara D'Urso, Reality Circus.

## Vicende giudiziarie
Nell'aprile 2013 l'attrice viene posta agli arresti domiciliari a seguito di un'inchiesta per associazione per delinquere, tangenti e riciclaggio che ha portato all'arresto di altre nove persone tra i quali il marito Mario Calcagni. Viene rimessa in libertà il 9 maggio.
Nel marzo 2016 è stata rinviata a giudizio dal Tribunale di Roma, insieme al marito Mario Calcagni e altre persone tra cui il parlamentare Angelo Antonio D'Agostino, per i reati di associazione per delinquere finalizzata alla corruzione, falso e abuso d'ufficio nell'ambito di un'inchiesta su presunte false attestazioni e certificazioni rilasciate dalla società Axsoa di cui Calcagni era amministratore.

## Carriera

### Cinema
- Djamal et Juliette, regia di Carlo Cotti (1987) - Unica interprete italiana
- Ravanello pallido, regia di Gianni Costantino (2001)
- Natale a Miami, regia di Neri Parenti (2005)
- Dalla parte giusta, regia di Roberto Leoni (2005)

### Televisione
- Vivere, registi vari - Soap opera - Canale 5 (1999) - Ruolo: Paola Manetti
- La squadra, registi vari - Serie TV - Rai Tre (2000)
- CentoVetrine, registi vari - Soap opera - Canale 5 (2001-2004 e 2007-2008) - Ruolo: Marina Kroeger
- Ma il portiere non c'è mai?, regia di Carlo Corbucci, Rossano Mancin e Giuseppe Moccia - Miniserie TV - Canale 5 (2002)
- Il capitano, regia di Vittorio Sindoni - Miniserie TV - Rai Due (2004)
- Provaci ancora prof!, regia di Rossella Izzo - Miniserie TV - Rai Uno (2004)
- Gente di mare, regia di Stefano Peyretti e Vittorio De Sisti - Serie TV - Rai Uno (2005)
- Ricomincio da me, regia di Rossella Izzo - Miniserie TV - Canale 5 (2005)

### Programmi televisivi
- Domenica in (1990-1991) - Ruolo: Cantante e ballerina del gruppo "Strangers" - (Conduttore: Gigi Sabani)
- Domenica in (1991-1992) - Ruolo: Prima donna - Conduttrice, cantante e ballerina - (Conduttore: Pippo Baudo)
- Sette per uno, regia di Jocelyn (1999-2001) - Ruolo: Conduttrice dei collegamenti esterni
- Reality Circus (2006) - Ruolo: Concorrente - (Conduttrice: Barbara D'Urso)